# Paulina Chiziane
Paulina Chiziane (Manjacaze, 4 de junio de 1955) es una escritora mozambiqueña, pionera de las letras en su país, y primera escritora africana que obtiene el Premio Camões 2021.

## Biografía
Nació en Manjacaze, provincia de Gaza, y creció en los suburbios de Maputo, donde estudió en la Universidad Eduardo Mondlane. En su familia, protestante, se hablaban las lenguas chope y ronga. Aprendió a hablar portugués en una escuela de una misión católica. En sus obras plantea cuestiones relativas a la identidad como la negritud, la asimilación y el mestizaje y son las mujeres fuertes sus protagonistas.
Fue militante en el Frente de Liberación de Mozambique (Frelimo), aunque lo abandonó tras la independencia del país por no estar de acuerdo con su dirección.
En 1984 inició su actividad literaria con la publicación de cuentos en la prensa mozambiqueña. Su primera obra, Balada de amor al viento (1990), constituye por sí sola un acontecimiento histórico por ser la primera novela publicada después de la independencia del país por una escritora mozambiqueña. Después, le siguieron otros tres libros: Ventos do Apocalipse (1996), O Sétimo Juramento (2000) y Niketche, una historia de poligamia (2002).
Es madre de cinco hijos y está separada.

## Reconocimientos
En 2003, fue reconocida con el Premio José Craveirinha por su novela Niketche: Uma História de Poligamia. En 2014 fue condecorada con la Orden del Infante Don Enrique.
En 2021 fue premiada con el Premio Camões, lo que la convirtió en la primera africana en recibir este galardón, promovido por el Gobierno de Brasil y de Portugal, y considerado el más importante de las letras en lengua portuguesa. Fue la tercera mozambicana en ser reconocida en este certamen, tras José Craveirinha y Mia Couto, y la séptima mujer, tras autoras como Rachel de Queiroz, Agustina Bessa-Luís y Sophia de Mello Breyner Andresen.
En 2023, fue una de las 13 mujeres africanas incluidas en la lista 100 Women de la BBC. Al año siguiente, fue reconocida en los Premios Forbes de Responsabilidad Social 2024 por su lucha en favor de los derechos de las mujeres africanas.

## Obras publicadas
- 1990, Balada de Amor ao Vento
- 1994, Eu mulher... por uma nova visão do mundo
- 1996, Ventos do Apocalipse. Vientos del Apocalipsis, trad. de Marta Rosa Sardiñas Urra y Teresita. Txalaparta, 2002.
- 2000, O Sétimo Juramento. El Séptimo Juramento, trad. Tarradellas de Alex, Takusan, 2008.
- 2002, Niketche: Uma História de Poligamia. Niketche: una historia de poligamia, trad. Comellas de Pere, El Cobre, 2004.
- 2008, O Alegre Canto Da Perdiz
- 2009, As Andorinhas
- 2013, Na mão de Deus
- 2013, Por Quem Vibram os Tambores do Além
- 2015, Ngoma Yethu: o curandeiro e o Novo Testamento
- 2017, O canto dos escravizados